# Giftasvuxna döttrar
Giftasvuxna döttrar är en svensk komedifilm från 1933 i regi av Sigurd Wallén.

## Handling
Portvaktsfrun Emma Lindberg har tre döttrar som alla är "giftasvuxna". Alla tre har de bekymmer kring giftermål.

## Om filmen
Filmen spelades in i Filmstaden Råsunda med exteriörer från Stockholm av J. Julius med Axel Witzansky som koreograf. Som förlaga har man den tyska filmen från 1932 Frau Lehmanns Töchter i regi av Carl Heinz Wolf med manus av författaren Franz Rauch.
Filmen hade Sverigepremiär den 10 april 1933 på biograferna Röda Kvarn i Gävle, Helsingborg, Uppsala, Örebro och Stockholm. Giftasvuxna döttrar har visats vid ett flertal tillfällen i SVT.

## Rollista i urval
- Karin Swanström – fru Emma Lindberg, portvaktsfru
- Birgit Tengroth – Lotta, arbetar på lager
- Maritta Marke – Lina, mannekäng
- Karin Ekelund – Lena, biträde på NK:s leksaksavdelning
- Sture Lagerwall – Robert "Robban" Lundkvist
- Sigurd Wallén – direktör Fritz Landé
- Einar Axelsson – direktör Erik Ehrenberg
- Nils Jacobsson – Frans "Frasse" Hallberg, bagare
- Helga Brofeldt – fru Bergström
- Olga Andersson – Fraser, generalkonsulinna
- Ruth Stevens – mannekäng
- Tor Borong – dörrvaktmästare

## Musik i filmen
- Det vore mer än underbart, kompositör Jules Sylvain, text Lill-Slam, sång Sigurd Wallén och Maritta Marke
- En liten mascot, kompositör Jules Sylvain, text Lill-Slam, sång Einar Axelsson, Karin Ekelund, Maritta Marke, Birgit Tengroth och Gösta Kjellertz som dubbar Nils "Banjo-Lasse" Larsson
- Amor kommer som en tjuv om natten, kompositör Jules Sylvain, text Lill-Slam, sång Karin Ekelund och Einar Axelsson
- När lyckans klockor ringa, kompositör Jules Sylvain, text Lill-Slam, deklameras av Karin Swanström
- På livets krokiga landsväg, kompositör Jules Sylvain, text Lill-Slam, sång John Wilhelm Hagberg som dubbar Sture Lagerwall
- Ja, må han leva!